# 의형제

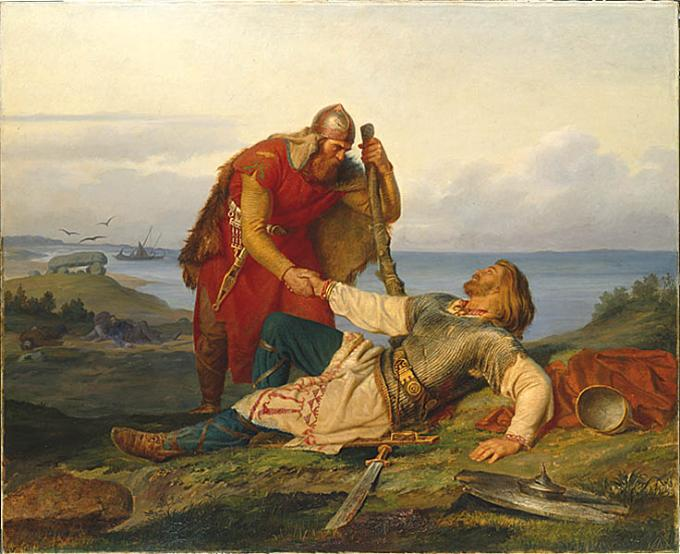

의형제(義兄弟)는 혈연이 없는 남자끼리 의식 등으로 형제와 같은 관계가 되는 것을 말한다.

## 저명한 의형제

### 역사
- 예수게이와 토그릴. 예수게이는 칭기즈 칸의 아버지였다. 토그릴은 중국명 옹 칸으로 더 잘 알려져 있다.
- 테무진과 자무카는 어릴적 친구이자 의형제였으나 자무카는 나중에 테무진을 배반하여 테무진의 명에 의해 처형당했다.

### 문화
- 유비, 관우, 장비.